# 에바라군

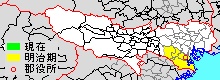
도쿄부 에바라군의 범위

에바라군(荏原郡)은 도쿄부(무사시국)에 있던 군이다.

## 군역
소멸 당시의 군역은 대체로 시나가와구, 메구로구, 오타구 및 세타가야구의 일부, 가와사키시 가와사키구·사이와이구·나카하라구·다카쓰구의 극히 일부에 해당한다. 근세까지 지요다구, 미나토구의 일부도 포함했다.
인접했던 군
- 서쪽 - 기타타마군
- 남쪽 - 다치바나군
- 북쪽 - 미나미토시마군, 히가시타마군

## 역사

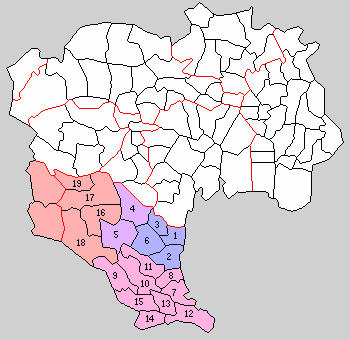
1.시나가와정 2.오이촌 3.오사키촌 4.메구로촌 5.히부스마촌 6.히라쓰카촌 7.오모리촌 8.이리아라이촌 9.조후촌 10.이케가미촌 11.마고메촌 12.하네다촌 13.가마타촌 14.로쿠고촌 15.야구치촌 16.고마자와촌 17.세타가야촌 18.다마가와촌 19.마쓰자와촌 (파랑:시나가와구 보라:메구로구 주황:오타구 빨강:세타가야구)

- 1878년 11월 2일 - 군구정촌 편제법이 도쿄부에서 시행되면서 행정 구역으로서 '에바라군(荏原郡)이 출범. 도쿄 15구가 설치되면서 일부 지역이 시바구에 편입.
- 1889년 5월 1일
  - 시제 시행으로 도쿄시가 출범. 일부 지역이 시바구에 편입.
  - 정촌제 시행으로, 에바라군 내에 이래의 정촌이 출범. (1정 18촌)
    - 시나가와정(品川町): 현 시나가와구
    - 오이촌(大井村): 현 시나가와구
    - 오사키촌(大崎村): 현 시나가와구
    - 메구로촌(目黒村): 현 메구로구
    - 히부스마촌(碑衾村): 현 메구로구
    - 히라쓰카촌(平塚村): 현 시나가와구
    - 오모리촌(大森村): 현 오타구
    - 이리아라이촌(入新井村): 현 오타구
    - 조후촌(調布村): 현 오타구
    - 이케가미촌(池上村): 현 오타구
    - 마고메촌(馬込村): 현 오타구
    - 하네다촌(羽田村): 현 오타구
    - 가마타촌(蒲田村): 현 오타구
    - 로쿠고촌(六郷村): 현 오타구
    - 야구치촌(矢口村): 현 오타구
    - 고마자와촌(駒沢村): 현 세타가야구
    - 세타가야촌(世田ヶ谷村): 현 세타가야구
    - 다마가와촌(玉川村): 현 세타가야구
    - 마쓰자와촌(松沢村): 현 세타가야구
- 1897년 7월 20일 - 오모리촌이 정제 시행으로 오모리정(大森町)이 됨. (2정 17촌)
- 1907년 10월 8일 - 하네다촌이 정제 시행으로 하네다정(羽田町)이 됨. (3정 16촌)
- 1908년 8월 1일 (5정 14촌)
  - 오이촌이 정제 시행으로 오이정(大井町)이 됨.
  - 오사키촌이 정제 시행으로 오사키정(大崎町)이 됨.
- 1912년 4월 1일 - "도쿄부 가나가와현 경계 변경에 관한 법률"의 시행으로 가나가와현과 경계를 다마강으로 확정하고 월경지를 해소. 일부 지역을 아래와 같이 소속을 변경. 화살표 왼쪽은 에바라군의 정촌, 오른쪽은 다치바나군의 정촌.
  - 조후촌→나카하라촌
  - 하네다촌→다이시가와라촌
  - 로쿠고촌→가와사키정
  - 로쿠고촌→미유키촌
  - 야구치촌→미유키촌
  - 다마가와촌→다카쓰촌
  - 다마가와촌→다카쓰촌
  - 야구치촌에 가나가와현 다치바나군 미유키촌의 일부를 편입.
- 1919년 8월 1일 - 아리아라이촌이 정제 시행으로 이리아라이정(入新井町)이 됨. (6정 13촌)
- 1922년
  - 10월 10일 - 가마타촌이 정제 시행으로 가마타정(蒲田町)이 됨. (7정 12촌)
  - 12월 1일 - 메구로촌이 정제 시행으로 메구로정(目黒町)이 됨. (8정 11촌)
- 1923년 4월 1일 - 세타가야촌이 정제 시행으로 세타가야정(世田ヶ谷町)이 됨. (9정 10촌)
- 1925년 10월 1일 - 고마자와촌이 정제 시행으로 고마자와정(駒沢町)이 됨. (10정 9촌)
- 1926년
  - 4월 1일 - 히라쓰카촌이 정제 시행으로 히라쓰카정(平塚町)이 됨. (11정 8촌)
  - 8월 1일 - 이케가미촌이 정제 시행으로 이케가미정(池上町)이 됨. (12정 7촌)
- 1927년
  - 4월 1일 - 히부스마촌이 정제 시행으로 히부스마정(碑衾町)이 됨. (13정 6촌)
  - 7월 1일 - 히라쓰카촌이 이름을 바꿔 에바라정(荏原町)이 됨. (13정 6촌)
- 1928년
  - 1월 1일 - 마고메촌이 정제 시행으로 마고메정(馬込町)이 됨. (14정 5촌)
  - 2월 11일 - 야구치촌이 정제 시행으로 야구치정(矢口町)이 됨. (15정 4촌)
  - 4월 1일
    - 로쿠고촌이 정제 시행으로 로쿠고정(六郷町)이 됨.
    - 조후촌이 정제 시행하면서 이름을 바꿔 히가시초후정(東調布町)이 됨. (17정 2촌)
- 1932년 10월 1일 - 전역이 도쿄시에 편입되어, 아래 6개 구가 출범. 동시에 에바라군은 도요타마군·기타토시마군·미나미아다치군·미나미카쓰시카군과 같이 소멸했다.
  - 시나가와구 ← 시나가와정, 오이정, 오사키정
  - 에바라구 ← 에바라정 (현 시나가와구)
  - 메구로구 ← 메구로정, 히부스마정
  - 오모리구 ← 오모리정, 이리아라이정, 이케가미정, 마고메정, 히가시초후정 (현 오타구)
  - 가마타구 ← 하네다정, 가마타정, 야구치정, 로쿠고정 (현 오타구)
  - 세타가야구 ← 세타가야정,고마자와정, 다마가와촌, 마쓰자와촌